# Joan Lingard
Joan Amelia Lingard (* 23. April 1932 in Edinburgh; † 12. Juli 2022) war eine britische Roman- sowie Kinder- und Jugendbuchautorin. Sie wuchs im nordirischen Belfast auf und lebte zuletzt in ihrer schottischen Geburtsstadt Edinburgh. Sie gewann in den 1980er- bis 2000er-Jahren mehrere Buchpreise, zum Beispiel den Scottish Arts Council Award in den Jahren 1994 und 1998. 2015 erreichte ihr Spätwerk, das Jugendbuch Trouble on Cable Street, die Shortlist des Little Rebels Awards.

## Leben
Joan Lingard wurde 1932 in der schottischen Hauptstadt Edinburgh, in der Royal Mile der Altstadt, geboren. Ihre Kindheit und Jugend verlebte sie jedoch im nordirischen Belfast. Dort ging sie auf die Bloomfield Collegiate School. Bücher hatten es ihr früh angetan, und so schrieb sie schon als Elfjährige mit dem Berufswunsch Schriftstellerin im Kopf selbst ein Enid-Blyton-inspiriertes Abenteuerbuch, das sie auch wie ein echtes mit Illustrationen, Umschlag, Klappentext und Reihennummer herrichtete. Ihre Mutter starb, als sie 16 Jahre alt war. Sie verließ die Schule und gab in einem heruntergekommenen Belfaster Gebäude Kindern selbst Schulunterricht, da in den frühen 1950er Jahren ein eklatanter Lehrermangel herrschte. Zwei Jahre später fassten sie und ihr Vater den Entschluss, wieder nach Schottland zu ziehen. Zurückgekehrt in ihre Heimatstadt Edinburgh, arbeitete sie zunächst als Bibliothekarin in der öffentlichen Bücherei. Anschließend absolvierte sie in ihrem Geburtsviertel eine Lehramts-Ausbildung am Moray House College of Education. Von 1953 bis 1961 unterrichtete sie an einer Dorfschule in Midlothian.
Nebenher feilte sie an einem Romanmanuskript, dessen Endfassung sie verschiedenen Verlagen zuschickte. Hodder & Stoughton nahm es an, sodass Joan Lingard erst 1963, mit 30 Jahren, mit einem Erwachsenenroman, Liam’s Daughter betitelt, die Schriftsteller-Laufbahn einschlug. In schneller Folge erschienen nun fünf weitere Romane, bis sie 1970 mit einem Jugendbuch debütierte. Den Anstoß dazu erhielt sie von einem befreundeten Autor. Sie dachte ihre schon entworfenen erwachsenen Charaktere um, und es entstanden daraus die jugendlichen Protagonisten in The Twelfth Day of July (dt.: Der zwölfte Juli). Dieses Buch eröffnete eine ungewöhnlich erfolgreiche und fruchtbare Schaffensphase als Kinder- und Jugendbuchautorin. Es bildet den ersten Band der fünfteiligen Kevin-und-Sadie-Serie über zwei nordirische Teenager, die in durch verschiedene Religionszugehörigkeiten gespaltenem und aggressivem Umfeld eine Beziehung aufbauen und erhalten. Lingards Intention war es, junge Menschen zu motivieren, nicht blindlings die Vorurteile der Eltern zu übernehmen. Das Buch wurde 16 Jahre später von den jugendlichen Zuschauern der ZDF-Sendung Schüler-Express mit dem „Preis der Leseratten“ ausgezeichnet und inzwischen über eine Million Mal verkauft. Wenig später erhielt der noch erfolgreichere Nachfolgeband aus dem Jahr 1972, Across the Barricades (dt.: Über die Barrikaden), den renommierten Buxtehuder Bullen. Seit diesen in Deutschland, also im Ausland, zuteil gewordenen Ehrungen folgten auch zahlreiche Ehrungen im Vereinigten Königreich. Hervorgehoben sei die Aufnahme als „MBE“ in den Order of the British Empire 1998 für ihre Verdienste um die Jugendliteratur.
Aus der Situation heraus, sich neue Ideen für die Kevin-und-Sadie-Serie abringen zu müssen, schrieb sie – gewissermaßen unbelastet – zwischendurch Bücher für die Maggie-Reihe, die auf vier Bände kam. Deren Protagonistin ist in Glasgow in einer Arbeiterfamilie zuhause. Anders als Sadie hängt sie nicht an Traditionen, sondern lotet aus, wie weit sie in Sachen Konventionsverstößen und Selbstverwirklichung gehen kann, wobei ihr das Wichtigste einfach nur der Wunsch nach höherer Bildung ist.
Edinburgh wiederum ist Handlungsspielort von Jugendromanen wie Rags and Riches (dt.: Kies und Klamotten) und Glad Rags (dt.: Kunterbunte Klamotten), die 1988 beziehungsweise 1990 eine neue Thematik ansprachen. In Spanien, wo Lingard alljährlich einige Monate verbrachte, sind die Erwachsenenromane A Secret Place (1998), Tell the Moon to Come Out (2003) und Encarnita’s Journey (2005) angesiedelt, während The Kiss (2002) in Paris spielt. In den beiden letztgenannten Werken sind starke Bezüge zu jeweils einer Kunstgattung, hier zur Literatur, dort zur Bildenden Kunst, enthalten. Bereits Liam’s Daughter hatte zu Teilen Nordirland und Frankreich als Schauplatz. Neben den Geschichten mit nordirischem Hintergrund greifen andere Werke Lingards die Erlebnisse und Erfahrungen ihres Ehemannes auf, der als Kind mit seinen Eltern nach dem sowjetischen Überfall 1944 aus seiner Heimat Lettland über Deutschland nach Kanada fliehen musste.
Ebenso finden sich Erlebnisse ihrer Großeltern in The Eleventh Orphan und in der Fortsetzung The Chancery Lane Conspiracy wieder, und die des zur See fahrenden Vaters in After You’ve Gone. Trouble on Cable Street basiert lose auf der Kindheit ihres eigenen Vaters. Eine unrühmliche Begebenheit, an der sie selbst als Schülerin beteiligt war, nämlich das Leben ihrer zu Unrecht der Spionage verdächtigten Deutschlehrerin zur Hölle zu machen, entwickelte sie zum Jugendroman The File on Fraulein Berg (1980). Schließlich verarbeitete sie auch die Lebensepisode ihrer zu dieser Zeit 15-jährigen Tochter, die in der Anti-Atom-Bewegung mit dem Gesetz in Konflikt gekommen war (The Guilty Party). Sie widmete sich in drei Büchern auch dem Thema Tierschutz: in The Egg Thieves (2002) den Vögeln, sowie anderen Tieren in den Tilly-Büchern Tilly and the Wild Goats (2005) und Tilly and the Badgers (2006).
Bis zuletzt schrieb Lingard ihre Manuskripte zuerst mit der Hand, notierte an den Rändern Textänderungen und tippte dann alles noch einmal ab. Insgesamt realisierte sie über 70 Buchprojekte, davon knapp 20 für Erwachsene und über 50 für Kinder und Jugendliche. Dazu kommt eine 1995 für die BBC konzipierte und umgesetzte 16-teilige, in Belfast angesiedelte Kinderhörspielserie. Im Vereinigten Königreich las sie oft in Schulen, und in Deutschland werden viele ihrer Werke im Englischunterricht eingesetzt.

## Jugendbuch-Charakteristika
Lingards Hauptgebiet ist die Jugendliteratur. Es treten in ihren Büchern Heranwachsende auf, die sich im Spannungsfeld von sozialen, gesellschaftlichen und politischen Kräften definieren müssen. Häufig stehen sie Konflikten hilflos gegenüber, aber in der Auseinandersetzung mit diesen Gegebenheiten gelingt es ihnen, selbstbewusst eine individuelle Position einzunehmen. Viele von Lingards Fiktionen verbinden Vergangenes und Gegenwärtiges, weil die Charaktere stark an ihren Wurzeln und ihrer Familiengeschichte festhalten. Dies ist nicht verwunderlich, wenn man bedenkt, dass eigene Familienmitglieder (und Lingard selbst) einen mit historischen Ereignissen verbundenen Lebensweg hatten.
Im Erstlingswerk The Twelfth Day of July geht es ihr nur um den genannten Aspekt der Herausbildung einer eigenen Meinung. Sie vermeidet eine politisch-gesellschaftliche Parteinahme, indem sie für eine ausgewogene Personenkonstellation sorgt, und zwar von vier Jugendlichen auf beiden Seiten, je ein Geschwisterpaar mit jeweils einem Jungen und einem Mädchen als engste Vertraute und Mitläufer. Die Internetseite Ricorso. A Knowledge of Irish Literature führt eine englischsprachige Rezension an, in der in Lingards Kevin-und-Sadie-Pentalogie dennoch eine Neigung zu den unionistischen Protestanten ausgemacht wird. Die deutsche Rezensentin Birgit Dankert gab zu bedenken, dass das Herunterbrechen des Nordirlandkonfliktes auf zwei Jugendlichengruppen, ganz ohne IRA-Beteiligung mit deren Bombenterror, als Verharmlosung gedeutet werden könne. Überhaupt war Kritik zu vernehmen, die Bücher dieser Reihe ließen Fragen offen, doch Cecilia Gordon meint in ihrer Darstellung im Nachschlagewerk Twentieth-century Children’s Writers, gerade dies vermittle den jungen Lesern, dass das Leben aus immer wieder neuen Unwägbarkeiten und Kämpfen besteht. Nicht zu übersehen sind die Parallelen der Ausgangssituation von Kevin und Sadie zum Romeo-und-Julia-Archetypus, obwohl das Ende für die beiden zeitgenössischen Liebenden relativ glücklich ist.
Cecilia Gordon resümiert hinsichtlich der Ingredienzien Persönlichkeitsentwicklung, Liebeserfahrung und Geschichtsträchtigkeit, Lingard schreibe keine banalen Liebesgeschichten, sondern ziehe ihre Leserschaft mit hautnaher Historie in ihren Bann und mache sie gleichzeitig empfänglich für das Erkennen der Herkunft von Bigotterie und Vorurteilen.
In Joan Lingards letztem Coming-of-Age-Roman Trouble on Cable Street treffen wieder zwei konträre Auffassungen aufeinander, diesmal politische bezüglich des Spanischen Bürgerkriegs und diesmal innerhalb einer Familie: Im London der 1930er Jahre entscheidet sich ein Bruder von Isabella, als Freiwilliger Kämpfer der Internationalen Brigaden nach Spanien zu gehen, während ihr anderer Bruder damit liebäugelt, sich der faschistischen Bewegung anzuschließen. Für den Little Rebels Award hat es letztlich nicht gereicht, aber Lingard hat es zum Abschluss ihrer Karriere damit immerhin noch einmal in die engere Wahl, auf die Shortlist, geschafft.

## Zitat
“I am particularly interested in characters caught up in social change, with all its attendant problems and stresses; also in the relationship within families, and which part of their inheritance young people retain, and which part reject, or attempt to.”

„Ich interessiere mich besonders für Charaktere, die in den sozialen Wandel verwickelt sind, mit all den damit verbundenen Problemen und Belastungen, auch in den innerfamiliären Beziehungen, und welche Aspekte ihres traditionellen Erbes Jugendliche annehmen und welche sie ablehnen oder versuchen, dies zu tun.“

## Werke

### Auf Deutsch erschienen
- Die Leute von Greenyards – Ein Roman aus den schottischen Bergen. Wunderlich, Tugingen 1983, ISBN 978-3-8052-0382-1.
- Der zwölfte Juli – Eine Geschichte aus Nordirland. Maier, Ravensburg 1985, ISBN 978-3-473-35079-7.
- Über die Barrikaden – Eine Geschichte aus Nordirland. Maier, Ravensburg 1986, ISBN 978-3-473-35081-0.
- Ein friedlicher Ort: eine Geschichte aus Nordirland. Maier, Ravensburg 1989, ISBN 978-3-473-35106-0.
- Für schuldig befunden. Spectrum-Verlag, Stuttgart 1989, ISBN 978-3-7976-1445-2.
- Fremde im Haus. Spectrum-Verlag, Stuttgart 1990, ISBN 978-3-7976-1452-0.
- Der Anstandswauwau. Spectrum-Verlag, Stuttgart 1991, ISBN 978-3-7976-1458-2.
- Kies und Klamotten. Sauerländer, Aarau, Frankfurt am Main, Salzburg 1993, ISBN 978-3-7941-3611-7.
- Stella hat mir gerade noch gefehlt! Arena, Würzburg 1993, ISBN 978-3-401-01720-4.
- Kunterbunte Klamotten. Sauerländer, Frankfurt am Main 1996, ISBN 978-3-7941-4088-6.

### Originaltitel (Auswahl)
- Liam’s Daughter. Hodder & Stoughton, London 1963.
- The Prevailing Wind. Hodder & Stoughton, London 1964.
- The Lord on Our Side. Hodder & Stoughton, London 1970, ISBN 978-0-340-12869-5.
- The Twelfth Day of July: A Novel of Modern Ireland. T. Nelson Publishers, Nashville 1972, ISBN 978-0-8407-6254-2.
- Across the Barricades. T. Nelson Publishers, Nashville 1973, ISBN 978-0-8407-6280-1.
- Into Exile. T. Nelson Publishers, Nashville 1973, ISBN 978-0-8407-6324-2.
- Joan Lingard, Priscilla Clive: Frying as Usual. Hamish Hamilton, London 1973, ISBN 978-0-241-02226-9.
- The Clearance. Hamish Hamilton, London 1974, ISBN 978-0-241-89021-9.
- The Resetting. Hamish Hamilton, London 1975.
- A Proper Place. T. Nelson Publishers, Nashville 1975, ISBN 978-0-8407-6425-6.
- The Pilgrimage. T. Nelson Publishers, Nashville 1976, ISBN 978-0-8407-6500-0.
- Hostages to Fortune. T. Nelson Publishers, Nashville 1977, ISBN 978-0-8407-6539-0.
- Snake among the Sunflowers. Hamish Hamilton, London 1977, ISBN 978-0-86241-070-4.
- The Reunion. T. Nelson Publishers, Nashville 1978, ISBN 978-0-8407-6592-5.
- The File on Fraulein Berg. Elsevier/Nelson Books, New York 1980, ISBN 978-0-525-66684-4.
- The Freedom Machine. Hamish Hamilton, London 1986, ISBN 978-0-241-11882-5.
- The Guilty Party. Hamish Hamilton, London 1986, ISBN 978-0-241-12081-1.
- Rags and Riches. Hamilton, London 1988, ISBN 978-0-241-12204-4.
- Tug of War. Lodestar Books, New York 1989, ISBN 978-0-525-67306-4.
- Joan Lingard, Jan Lewis: Can You Find Sammy the Hamster? Walker, 1990, ISBN 978-0-7445-1200-7.
- Joan Lingard, Patricia Casey: Morag and the Lamb. Walker, 1990, ISBN 978-0-7445-1201-4.
- Between Two Worlds. Lodestar Books, New York 1991, ISBN 978-0-525-67360-6.
- Night Fires. Hamish Hamilton, London 1993, ISBN 978-0-241-13404-7.
- Lizzie’s Leaving. Hamish Hamilton, London 1995, ISBN 978-0-241-13529-7.
- Dark Shadows. Hamish Hamilton, London 1998, ISBN 978-0-241-13774-1.
- A Secret Place. Hodder Children’s, 1998, ISBN 978-0-340-71661-8.
- Natasha’s Will. Puffin, London 2000, ISBN 978-0-14-130892-0.
- Joan Lingard, Paul Howard: The Egg Thieves. Hodder Children’s, London 2002, ISBN 978-0-340-73264-9.
- River Eyes. Hodder Children’s, Londons 2002, ISBN 978-0-340-77401-4.
- Tortoise Trouble. Hodder Children's, London 2002, ISBN 978-0-340-80578-7.
- Joan Lingard, Paul Howard: Tom and the Tree House. Hodder Children’s, London 2002, ISBN 978-0-340-71664-9.
- Dark Shadows Teacher’s Guide. Diesterweg, Frankfurt am Main 2003, ISBN 978-3-425-09020-7.
- Tell the Moon to Come Out. Puffin, London 2003, ISBN 978-0-14-131689-5.
- Joan Lingard, Sarah Warburton: Tilly and the Wild Goats. Orchard Books, London 2005, ISBN 978-1-84362-421-9.
- The Sign of the Black Dagger. Puffin, London 2005, ISBN 978-0-14-132008-3.
- Encarnita’s Journey. Allison & Busby, London 2005, ISBN 978-0-7490-8280-2.
- Joan Lingard, Sarah Warburton: Tilly and the Badges. Orchard Books, London 2006, ISBN 978-1-84362-993-1.
- After You’ve Gone. Allison & Busby, London 2007, ISBN 978-0-7490-8153-9.
- The Eleventh Orphan. Catnip, London 2008, ISBN 978-1-84647-052-3.
- The Chancery Lane Conspiracy. Catnip, London 2010, ISBN 978-1-84647-108-7.
- Trouble on Cable Street. Catnip, London 2014, ISBN 978-1-84647-185-8.

## Auszeichnungen
- 1986: ZDF-Schüler-Express: Preis der Leseratten
- 1987: Buxtehuder Bulle
- 1988: Federation of Children’s Book Groups Award
- 1989: Federation of Children’s Book Groups Award
- 1989: Carnegie Medal in Literature
- 1990: Sheffield Children’s Book Award
- 1990: Lancashire County Library Children’s Book of the Year Award
- 1994: Scottish Arts Council Children’s Book Award
- 1998: Scottish Arts Council Children’s Book Award (für Tom and the Tree House)
- 1998: Member of the Order of the British Empire (MBE)
- 2006: Royal Mail Award for Scottish Children’s Books (für The Sign of the Black Dagger)
- 2007: Astrid-Lindgren-Gedächtnis-Preis
- 2009: Royal Mail Award for Scottish Children’s Books